# Still Star-Crossed
Still Star-Crossed – amerykański serial telewizyjny (dramat kostiumowy) wyprodukowany przez ShondaLand oraz ABC Studios, który jest luźną adaptacją powieści o tym samym tytule autorstwa Melindy Taub
Serial był emitowany od 29 maja 2017 roku do 29 lipca 2017 roku przez ABC.

25 czerwca 2017 roku, stacja ogłosiła anulowanie serialu po jednym sezonie.

## Fabuła
Serial opowiada o konflikcie dwóch rodzin Capuleti i Montecch tuż po śmierci Julii oraz Romeo.

## Obsada

### Główna
- Grant Bowler jako Lord Damiano Montague[3]
- Wade Briggs jako Benvolio Montague[4]
- Torrance Coombs jako Count Paris[4]
- Dan Hildebrand jako Friar Lawrence[5]
- Lashana Lynch jako Rosaline Capulet[4]
- Ebonée Noel jako Livia Capulet[6]
- Medalion Rahimi jako księżniczka Isabella[7]
- Zuleikha Robinson jako Lady Giuliana Capulet[4]
- Sterling Sulieman jako książę Escalus[8]
- Susan Wooldridge jako The Nurse
- Anthony Stewart Head jako Lord Silvestro Capulet[9]

### Role drugoplanowe
- Lucien Laviscount jako Romeo Montague[10]
- Clara Rugaard jako Juliet Capulet[11]
- Gregg Chillin jako Mercutio
- Shazad Latif jako Tybalt Capulet[12]

## Odcinki
| Sezon | Sezon | Odcinki | Oryginalna emisja | Oryginalna emisja | Oryginalna emisja | Oryginalna emisja | Oryginalna emisja |
| Sezon | Sezon | Odcinki | Premiera sezonu   | Finał sezonu      | Premiera sezonu   | Finał sezonu      |                   |
| ----- | ----- | ------- | ----------------- | ----------------- | ----------------- | ----------------- | ----------------- |
|       | 1     | 7       | 29 maja 2017      | 29 lipca 2017     | —                 | —                 |                   |

### Sezon 1 (2017)
| Nr | Tytuł                                          | Reżyseria      | Scenariusz                             | Premiera ABC    | Premiera    |
| -- | ---------------------------------------------- | -------------- | -------------------------------------- | --------------- | ----------- |
| 1  | In Fair Verona, Where We Lay Our Scene         | Michael Offer  | Heather Mitchell                       | 29 maja 2017    | brak danych |
| 2  | The Course of True Love Never Did Run Smooth   | Jonathan Jones | Raamla Mohamed                         | 5 czerwca 2017  | brak danych |
| 3  | All the World's a Stage                        | Jonathan Jones | Rebecca Kirsch                         | 19 czerwca 2017 | brak danych |
| 4  | Pluck Out the Heart of My Mystery              | Ericson Core   | Linda Gase                             | 8 lipca 2017    | brak danych |
| 5  | Nature Hath Framed Strange Fellows in Her Time | Ericson Core   | Brian Stampnitsky, Christina M. Walker | 15 lipca 2017   | brak danych |
| 6  | Hell is Empty and All the Devils Are Here      | Tom Verica     | Curtis Kheel                           | 22 lipca 2017   | brak danych |
| 7  | Something Wicked This Way Comes                | Clark Johnson  | Heather Mitchell                       | 29 lipca 2017   | brak danych |

## Produkcja
W październiku 2015 roku podano informacje, że Shonda Rhimes rozpoczęła pracę nad serialem na podstawie powieści o tym samym tytule autorstwa Melindy Taub, który jest tworzony dla stacji ABC.
Na początku marca 2016 roku ogłoszono, że Wade Briggs, Torrance Coombs, Lashana Lynch, Zuleikha Robinson oraz Medalion Rahimi zagrają w dramacie.
W kwietniu 2016 roku ogłoszono, że do obsady dołączyli: Anthony Stewart Head jako Lord Silvestro Capulet, Ebonée Noel jako Livia Capulet, Clara Rugaard jako Juliet Capulet, Grant Bowler jako Lord Damiano Montague, Shazad Latif jako Tybalt Capulet oraz Lucien Laviscount jako Romeo Montague.
13 maja 2016 roku stacja ABC zamówiła pierwszy sezon serialu na sezon telewizyjny 2016/17.
W tym samym miesiącu poinformowano, że Dan Hildebrand oraz Sterling Sulieman otrzymali rolę Friara Lawrence i księcia Escalusa